# Crepidomanes nanophyllum
Crepidomanes nanophyllum là một loài thực vật có mạch trong họ Hymenophyllaceae. Loài này được Tagawa miêu tả khoa học đầu tiên năm 1940.